# Barberey-Saint-Sulpice
 Barberey-Saint-Sulpice  là một xã ở tỉnh Aube, thuộc vùng Grand Est ở phía bắc miền trung nước Pháp.
Sân bay Troyes - Barberey nằm ở Barberey-Saint-Sulpice.